# Torneros de la Valdería
Torneros de la Valdería es un antiguo municipio de la comarca de la Valdería, en la provincia de León, comunidad autónoma de Castilla y León, en España. Actualmente forma parte del de Castrocontrigo.
Así describía Pascual Madoz, en la primera mitad del siglo XIX, a Torneros de la Valdería en el tomo XI del Diccionario geográfico-estadístico-histórico de España y sus posesiones de Ultramar:

Lugar en la provincia de León (42 leguas), partido judicial de La Bañeza, diócesis de Astorga, audiencia territorial y capitanía general de Valladolid, ayuntamiento de Castrocontrigo. Situado en la márgenes der. del r. Eria, su clima es bastante sano sus enfermedades más comunes las tercianas. Tiene 22 casas; iglesia parr. (San Salvador) servida por un cura de primer ascenso y libre provisión, y buenas aguas potables. Confina con Morla y Castrocontrigo. El terreno participa de monte y llano y le fertilizan en parte las aguas del Ería. Los caminos son locales recibe la correspondencia de la cabecera de partido. Producción: granos, legumbres, lino y pastos; cría ganados, caza de varios animales, y pesca de truchas y anguilas. Población: 24 vecinos, 92 almas. Contribución con el ayuntamiento.
Pascual Madoz.